# Engeland en Wales

Engeland en Wales binnen het Verenigd Koninkrijk en Europa

Engeland en Wales (Engels: England and Wales, Welsh: Cymru a Lloegr) is een onderdeel van het Verenigd Koninkrijk bestaande uit twee van de vier constituerende landen van dat koninkrijk: Engeland en Wales. Beide gebieden volgen een gemeenschappelijk rechtssysteem, het Engels recht, dat niet gevolgd wordt door de andere twee landen binnen het Verenigd Koninkrijk, Schotland en Noord-Ierland. In feite is het de moderne opvolger van het oude Koninkrijk Engeland.
Voor veel administratieve en juridische zaken worden Engeland en Wales gezamenlijk als één land gezien. Voorbeelden zijn de registratie van bedrijven en de organisatie van veel sportfederaties.
Engeland en Wales hebben een oppervlakte van 151.058 km² en ongeveer 59 miljoen inwoners (2019).